# 560er
Portal Geschichte | Portal Biografien | Aktuelle Ereignisse | Jahreskalender | Tagesartikel

◄ |
5. Jh. |
6. Jahrhundert
| 7. Jh. | ►

◄ |
530er |
540er |
550er |
560er
| 570er | 580er | 590er | ►

560 |
561 |
562 |
563 |
564 |
565 |
566 |
567 |
568 |
569

## Ereignisse
- um 560: Die persischen Sassaniden zerschlagen im Bunde mit den Türken das Reich der Hephthaliten
- 561: schließen der oströmische Kaiser Justinian I. und der Sassanide Chosrau I. einen Frieden, der 562 in Kraft tritt und 50 Jahre dauern soll.
- Ende 561: Nach dem Tod Chlothars I. wird das Frankenreich unter seine vier Söhne aufgeteilt: Charibert I. erhält den Reichsteil mit der Residenz Paris, Guntram I. wird König in Orléans, Sigibert I. wird König in Reims und Chilperich I. in Soissons.
- 563: Der irische Mönch Columba zieht, nachdem er sich mit dem Hl. Finian zerstritten hatte, mit 12 Gefährten nach Schottland, wo er auf der Hebriden-Insel Iona ein Kloster gründet, das für die spätere Geschichte Schottlands von maßgeblicher Bedeutung wird.
- 565: Justinian I., der oft als der „letzte“ römische Kaiser gilt, stirbt in Konstantinopel
- Juli/August 568: Die Langobarden besetzen weitgehend kampflos Norditalien; viele Bewohner flüchten, das führt (angeblich) zur Entstehung von Venedig. Die Halbinsel wird etwa zur Hälfte von den Langobarden besetzt, den Rest (darunter Rom und Ravenna) halten oströmische Truppen. Mit diesen Ereignissen endet die spätantike Völkerwanderung.